# Município de Salem (condado de Monroe, Ohio)
O município de Salem (em inglês: Salem Township) é um município localizado no condado de Monroe no estado estadounidense de Ohio. No ano de 2010 tinha uma população de 1.001 habitantes e uma densidade populacional de 14,61 pessoas por km².

## Geografia
O município de Salem encontra-se localizado nas coordenadas 39° 45′ 56″ N, 80° 53′ 44″ O. Segundo a Departamento do Censo dos Estados Unidos, o município tem uma superfície total de 68.49 km², da qual 66,81 km² correspondem a terra firme e (2,45 %) 1,68 km² é água.

## Demografia
Segundo o censo de 2010, tinha 1.001 habitantes residindo no município de Salem. A densidade populacional era de 14,61 hab./km². Dos 1.001 habitantes, o município de Salem estava composto pelo 98,2 % brancos, o 0,6 % eram afroamericanos, o 0,1 % eram amerindios, o 0,1 % eram insulares do Pacífico e o 1 % eram de uma mistura de raças. Do total da população o 0,3 % eram hispanos ou latinos de qualquer raça.